# Središnji savezni okrug
Središnji savezni okrug (ruski: Центра́льный федера́льный о́круг) je jedan od sedam saveznih okruga Ruske Federacije.
Riječ "Središnji" je političkog i povijesnog značenja; zapravo, okrug se zapravo nalazi na krajnjem zapadu Ruske Federacije.
Broj stanovnika: 37.150.741 (popis 2007.)
Površina: 650.700 km² 
Osoba koja trenutačno obnaša dužnost polpreda za ovaj okrug je Georgij Poltavčenko .
Ovaj savezni okrug obuhvaća iduće oblasti: 
|  | 1. Belgorodska oblast 2. Brjanska oblast 3. Ivanovska oblast 4. Kaluška oblast 5. Kostromska oblast 6. Kurska oblast 7. Lipecka oblast 8. Moskva 9. Moskovska oblast 10. Orelska oblast 11. Rjazanjska oblast 12. Smolenska oblast 13. Tambovska oblast 14. Tverska oblast 15. Tulska oblast 16. Vladimirska oblast 17. Voronješka oblast 18. Jaroslavljska oblast |

## Vanjske poveznice
- Službena stranica: Rusko savezno katastarsko središte -- Administrativni zemljovidi Ruske Federacije (tumač na ruskome  Arhivirana inačica izvorne stranice od 2. travnja 2004. (Wayback Machine)
- https://web.archive.org/web/20030301151246/http://baikaland.tripod.com/russia/cfo.html